# Яшин, Дмитрий Владимирович
Дмитрий Владимирович Яшин (род. 27 октября 1981, Ташкент) — российский футболист, вратарь. Мастер спорта России.

## Карьера[3]

### Клубная
Воспитанник ульяновского футбола. Профессиональную карьеру начинал в местной «Волге», за которую за 6 сезонов провёл 62 матча. В 2004 году перешёл в тольяттинскую «Ладу». В 2006 году перешёл в «Кубань», но за полгода там лишь два раза попал в заявку, в итоге второй круг того сезона начал уже в махачкалинском «Динамо». Коллектив из столицы Дагестана в тот год боролся за выживание в Первом дивизионе, но в «Динамо» на Яшина рассчитывали. Он сразу стал основным голкипером и отыграл 17 поединков, в которых пропустил 18 мячей. После того как «Динамо» лишили профессиональной лицензии, он перебрался в «КАМАЗ». С 2010 по 2013 годы играл за «Урал». В конце июня 2013 года перебрался в ярославский «Шинник». После длительного периода в Ярославле летом 2021 года перешёл в ФК «Красава», где стал играющим тренером. 15 февраля 2022 года сообщил, что завершает игровую карьеру и переходит в тренерский штаб академии ФК «Сочи». С 01.01.2025 возглавил Филиал Академии "Динамо" им. Л.И. Яшина в г. Ульяновск.

### В сборной
В 1998 году выступал за юношескую сборную России.

## Достижения
Командные
 «Урал»
Победитель первенства ФНЛ: 2012/13
Личные
 Сборная зоны «Урал-Поволжье» второго дивизиона
Лучший игрок и лучший вратарь Кубка ПФЛ «Надежда»: 2004